# 500 kilomètres de Brno FIA GT 2002
Navigation
Édition précédente Édition suivante
Les 500 kilomètres de Brno 2002 FIA GT, disputées le 19 mai 2002 sur le circuit de Masaryk, sont la troisième manche du championnat FIA GT 2002.

## Course

### Classement de la course
| Pos.   | Catégorie | N° | Écurie                           | Pilotes                                            | Châssis                   | Pneus | Tours/Abandon |
| Pos.   | Catégorie | N° | Écurie                           | Pilotes                                            | Moteur                    | Pneus | Tours/Abandon |
| ------ | --------- | -- | -------------------------------- | -------------------------------------------------- | ------------------------- | ----- | ------------- |
| 1      | GT        | 14 | Lister Storm Racing              | Jamie Campbell-Walter Nicolaus Springer            | Lister Storm              | D     | 85            |
| 1      | GT        | 14 | Lister Storm Racing              | Jamie Campbell-Walter Nicolaus Springer            | Jaguar 7.0L V12           | D     | 85            |
| 2      | GT        | 1  | Larbre Compétition Chereau       | Christophe Bouchut David Terrien                   | Chrysler Viper GTS-R      | M     | 85            |
| 2      | GT        | 1  | Larbre Compétition Chereau       | Christophe Bouchut David Terrien                   | Chrysler 8.0L V10         | M     | 85            |
| 3      | GT        | 4  | Team Carsport Holland Racing Box | Fabrizio Gollin Luca Cappellari                    | Chrysler Viper GTS-R      | P     | 85            |
| 3      | GT        | 4  | Team Carsport Holland Racing Box | Fabrizio Gollin Luca Cappellari                    | Chrysler 8.0L V10         | P     | 85            |
| 4      | GT        | 2  | Larbre Compétition Chereau       | Vincent Vosse Carl Rosenblad                       | Chrysler Viper GTS-R      | M     | 85            |
| 4      | GT        | 2  | Larbre Compétition Chereau       | Vincent Vosse Carl Rosenblad                       | Chrysler 8.0L V10         | M     | 85            |
| 5      | GT        | 12 | Paul Belmondo Racing             | Fabio Babini Marc Duez                             | Chrysler Viper GTS-R      | P     | 83            |
| 5      | GT        | 12 | Paul Belmondo Racing             | Fabio Babini Marc Duez                             | Chrysler 8.0L V10         | P     | 83            |
| 6      | GT        | 11 | Paul Belmondo Racing             | Paul Belmondo Robert Dierick                       | Chrysler Viper GTS-R      | P     | 83            |
| 6      | GT        | 11 | Paul Belmondo Racing             | Paul Belmondo Robert Dierick                       | Chrysler 8.0L V10         | P     | 83            |
| 7      | N-GT      | 54 | Freisinger Motorsport            | Marc Lieb Stéphane Ortelli                         | Porsche 911 GT3-RS        | D     | 82            |
| 7      | N-GT      | 54 | Freisinger Motorsport            | Marc Lieb Stéphane Ortelli                         | Porsche 3.6L Flat-6       | D     | 82            |
| 8      | N-GT      | 50 | JMB Racing                       | Christian Pescatori Andrea Montermini              | Ferrari 360 Modena N-GT   | P     | 82            |
| 8      | N-GT      | 50 | JMB Racing                       | Christian Pescatori Andrea Montermini              | Ferrari 3.6L V8           | P     | 82            |
| 9      | N-GT      | 58 | Autorlando Sport                 | Philipp Peter Toto Wolff                           | Porsche 911 GT3-RS        | P     | 81            |
| 9      | N-GT      | 58 | Autorlando Sport                 | Philipp Peter Toto Wolff                           | Porsche 3.6L Flat-6       | P     | 81            |
| 10     | N-GT      | 60 | JVG Racing                       | Jürgen von Gartzen Ian Khan                        | Porsche 911 GT3-RS        | P     | 81            |
| 10     | N-GT      | 60 | JVG Racing                       | Jürgen von Gartzen Ian Khan                        | Porsche 3.6L Flat-6       | P     | 81            |
| 11     | N-GT      | 53 | JMB Competition                  | Marco Lambertini Batti Pregliasco                  | Ferrari 360 Modena N-GT   | P     | 81            |
| 11     | N-GT      | 53 | JMB Competition                  | Marco Lambertini Batti Pregliasco                  | Ferrari 3.6L V8           | P     | 81            |
| 12     | N-GT      | 63 | System Force Motorsport          | Phil Bastiaans Peter Van Merksteijn                | Porsche 911 GT3-RS        | P     | 81            |
| 12     | N-GT      | 63 | System Force Motorsport          | Phil Bastiaans Peter Van Merksteijn                | Porsche 3.6L Flat-6       | P     | 81            |
| 13     | N-GT      | 62 | Cirtek Motorsport                | Kelvin Burt Jirko Malchárek                        | Porsche 911 GT3-RS        | D     | 81            |
| 13     | N-GT      | 62 | Cirtek Motorsport                | Kelvin Burt Jirko Malchárek                        | Porsche 3.6L Flat-6       | D     | 81            |
| 14     | N-GT      | 77 | RWS Motorsport                   | Alexey Vasilyev Nikolai Fomenko                    | Porsche 911 GT3-R         | P     | 81            |
| 14     | N-GT      | 77 | RWS Motorsport                   | Alexey Vasilyev Nikolai Fomenko                    | Porsche 3.6L Flat-6       | P     | 81            |
| 15     | N-GT      | 55 | Freisinger Motorsport            | Stéphane Daoudi Bert Longin                        | Porsche 911 GT3-RS        | D     | 80            |
| 15     | N-GT      | 55 | Freisinger Motorsport            | Stéphane Daoudi Bert Longin                        | Porsche 3.6L Flat-6       | D     | 80            |
| 16     | GT        | 16 | Proton Competition               | Gerold Ried Mauro Casadei                          | Porsche 911 GT2           | Y     | 80            |
| 16     | GT        | 16 | Proton Competition               | Gerold Ried Mauro Casadei                          | Porsche 3.6L Turbo Flat-6 | Y     | 80            |
| 17     | N-GT      | 68 | Sport Team NH Car                | Josef Venc Václav Nimč                             | Porsche 911 GT3-RS        | D     | 79            |
| 17     | N-GT      | 68 | Sport Team NH Car                | Josef Venc Václav Nimč                             | Porsche 3.6L Flat-6       | D     | 79            |
| 18     | N-GT      | 67 | Machánek Racing                  | Andrej Studenic Rudolf Machánek                    | Porsche 911 GT3-RS        | D     | 79            |
| 18     | N-GT      | 67 | Machánek Racing                  | Andrej Studenic Rudolf Machánek                    | Porsche 3.6L Flat-6       | D     | 79            |
| 19     | GT        | 24 | Alda Motorsport                  | Maciej Stanco Andrzej Dziurka Maciej Marcinkiewicz | Porsche 911 GT2           | D     | 78            |
| 19     | GT        | 24 | Alda Motorsport                  | Maciej Stanco Andrzej Dziurka Maciej Marcinkiewicz | Porsche 3.8L Flat-6       | D     | 78            |
| 20     | GT        | 3  | Team Carsport Holland Racing Box | Mike Hezemans Anthony Kumpen                       | Chrysler Viper GTS-R      | P     | 75            |
| 20     | GT        | 3  | Team Carsport Holland Racing Box | Mike Hezemans Anthony Kumpen                       | Chrysler 8.0L V10         | P     | 75            |
| 21     | GT        | 7  | RWS Motorsport                   | Dieter Quester Luca Riccitelli                     | Porsche 911 GT            | P     | 64            |
| 21     | GT        | 7  | RWS Motorsport                   | Dieter Quester Luca Riccitelli                     | Porsche 3.9L Flat-6       | P     | 64            |
| 22 NC  | GT        | 17 | Proton Competition               | Horst Felbermayr, Sr. Horst Felbermayr, Jr.        | Porsche 911 GT2           | Y     | 58            |
| 22 NC  | GT        | 17 | Proton Competition               | Horst Felbermayr, Sr. Horst Felbermayr, Jr.        | Porsche 3.6L Turbo Flat-6 | Y     | 58            |
| 23 DNF | GT        | 9  | Team A.R.T.                      | Jean-Pierre Jarier Olivier Beretta                 | Chrysler Viper GTS-R      | P     | 49            |
| 23 DNF | GT        | 9  | Team A.R.T.                      | Jean-Pierre Jarier Olivier Beretta                 | Chrysler 8.0L V10         | P     | 49            |
| 24 DNF | GT        | 15 | Lister Storm Racing              | Bobby Verdon-Roe (en) John Knapfield               | Lister Storm              | D     | 47            |
| 24 DNF | GT        | 15 | Lister Storm Racing              | Bobby Verdon-Roe (en) John Knapfield               | Jaguar 7.0L V12           | D     | 47            |
| 25 DNF | GT        | 23 | BMS Scuderia Italia              | Andrea Piccini Jean-Denis Delétraz Tomáš Enge      | Ferrari 550-GTS Maranello | M     | 30            |
| 25 DNF | GT        | 23 | BMS Scuderia Italia              | Andrea Piccini Jean-Denis Delétraz Tomáš Enge      | Ferrari 5.9L V12          | M     | 30            |
| 26 DNF | N-GT      | 69 | Vonka Racing                     | Jan Vonka Michel Dolák                             | Porsche 911 GT3-R         | P     | 23            |
| 26 DNF | N-GT      | 69 | Vonka Racing                     | Jan Vonka Michel Dolák                             | Porsche 3.6L Flat-6       | P     | 23            |
| 27 DNF | GT        | 22 | BMS Scuderia Italia              | Enzo Calderari Lilian Bryner Frédéric Dor          | Ferrari 550-GTS Maranello | M     | 19            |
| 27 DNF | GT        | 22 | BMS Scuderia Italia              | Enzo Calderari Lilian Bryner Frédéric Dor          | Ferrari 5.9L V12          | M     | 19            |
| 28 DNF | N-GT      | 51 | JMB Racing                       | Andrea Bertolini Andrea Garbagnati                 | Ferrari 360 Modena N-GT   | P     | 18            |
| 28 DNF | N-GT      | 51 | JMB Racing                       | Andrea Bertolini Andrea Garbagnati                 | Ferrari 3.6L V8           | P     | 18            |
| DNS    | GT        | 5  | Force One Racing                 | David Hallyday Philippe Alliot                     | Ferrari 550 Maranello     | M     | –             |
| DNS    | GT        | 5  | Force One Racing                 | David Hallyday Philippe Alliot                     | Ferrari 6.0L V12          | M     | –             |